# 田沼淳一
田沼 淳一（たぬま じゅんいち、生年不詳）は、日本の官能小説家。
作品はフランス書院から刊行されている。

## 著書
- 性獣家庭教師・狂わされた母と息子（1998年、フランス書院文庫）
- 私は許されない姉-二十二歳の肉地獄（1999年、フランス書院文庫）
- 若妻乱身白書-肉獄の三角関係（2000年、フランス書院文庫）
- 叔母(OBA)（2002年、フランス書院文庫）
- 初夜-実母と高校生（2002年、フランス書院文庫）
- 母（2003年、フランス書院文庫）
- 美姉弟-狂った絆（2004年、フランス書院文庫）
- 狂愛学園-失われた教壇（2005年、フランス書院ハードXノベルズ）
- 淫獣の群れ 実母と姉弟（2006年、フランス書院文庫）
- 淫姦-実母と姉と家庭教師（2007年、フランス書院文庫）
- 七匹の牝 人妻レイプ&レイプ（2008年、フランス書院文庫）
- レイプ&インセスト-狼は家の中にいる（2008年、フランス書院文庫）
- 美獣三重奏 未亡人と二人の美娘（2008年、フランス書院文庫）
- 妹は兄専用。（2009年、美少女文庫えすかれ）
- 相姦獣夜-田沼淳一スペシャル（2009年、フランス書院文庫）
- 盗まれた人妻（2010年、美少女文庫）
- お姉ちゃんが食べちゃうぞ がお!（2010年、美少女文庫）
- 母娘奴隷旅行（2010年、フランス書院文庫）
- 淫獣の暴走 妻の母を、妻の妹を（2011年、フランス書院文庫）
- 格闘美少女・佳乃 （2011年、フランス書院電子書籍）
- 獣愛 人妻担任教師A（2011年、フランス書院文庫）
- 淫獣の囁き:女子高生、年下の上司、そして美人課長を…（2012年、フランス書院文庫）
- リモコンで思い通り！　妹も幼なじみも先生もお嬢様だって（2014年、美少女文庫）
- 幼なじみが淫魔だったので先生、生徒会長、アイドルを好き放題！（2014年、美少女文庫）
- 【暗黒版】性獣家庭教師（2015年、フランス書院文庫X）